# Stoke, Cheshire East
Stoke var en civil parish 1866–2023 när det uppgick i Stoke and Hurleston, i distriktet Cheshire East, i Storbritannien. Den ligger i grevskapet Cheshire och riksdelen England, i den södra delen av landet, 240 km nordväst om huvudstaden London. Civil parish hade 201 invånare år 2001.